# Vắc-xin virus Epstein–Barr
Vắc-xin chống lại Virus Epstein–Barr vẫn chưa có sẵn. Virus thiết lập nhiễm trùng tiềm ẩn và gây ra bạch cầu đơn nhân nhiễm trùng. Đây là một loại virus nhiệt đới kép, gây nhiễm trùng cả tế bào B và tế bào biểu mô. Một thách thức là virut Epstein-Barr biểu hiện các protein rất khác nhau trong giai đoạn tan và giai đoạn tiềm ẩn của nó.
Một số thử nghiệm lâm sàng cho một loại vắc-xin đã được tiến hành trong giai đoạn 2006-2008. Các protein virus Gp350 / 220 là mục tiêu chính, nhưng điều này sẽ chỉ ngăn chặn sự lây nhiễm của các tế bào B, chứ không phải các tế bào biểu mô. MVA-EL  cũng đã được đề xuất làm mục tiêu cho các bệnh ung thư dương tính với EBV, nhưng điều này chỉ có hiệu quả trong việc chống lại các bệnh ung thư liên quan đến EBV, chứ không phải là nhiễm trùng EBV. Vắc-xin EBV dựa trên vi-rút (các hạt giống vi-rút) cũng là chủ đề của  việcnghiên cứu chuyên sâu.
Vào tháng 4 năm 2018, kháng thể đầu tiên của con người ngăn chặn Virus Epstein-Barr đã được phát hiện, được gọi là AMMO1. Kháng thể này chặn glycoprotein gH và gL. Khám phá này xác định các vị trí dễ bị tổn thương mới trên Virus Epstein-Barr và vô hiệu hóa nhiễm trùng nhiệt đới kép (ngăn chặn cả nhiễm trùng tế bào B và tế bào biểu mô). Đây là khám phá hứa hẹn nhất cho đến nay, vì đây là phát hiện đầu tiên có thể ngăn chặn cả nhiễm trùng tế bào B và nhiễm trùng biểu mô.